# Parafia św. Jerzego w Prószkowie
Parafia Świętego Jerzego – rzymskokatolicka parafia, położona jest przy placu Zawadzkiego 19 w Prószkowie. Parafia należy dekanatu Prószków w diecezji opolskiej.

## Historia parafii
Parafia została utworzona w 1376 roku. Kościół parafialny został zbudowany w 1687 roku.
Proboszczem parafii jest ks. Piotr Spallek (od 28 sierpnia 2019). 

## Zasięg parafii
Parafię zamieszkuje 2582 mieszkańców, zasięgiem duszpasterskim obejmuje ona miejscowości:
- Prószków,
- Przysiecz.

### Inne kościoły i kaplice
Duszpasterską opiekę parafia sprawuje również nad kościołem filialnym:
- Matki Bożej Bolesnej w Przysieczy.

### Szkoły i przedszkola
- Zespół Szkół Ogrodniczych w Prószkowie,
- Publiczne Gimnazjum w Prószkowie,
- Publiczna Szkoła Podstawowa w Prószkowie,
- Publiczne Przedszkole w Prószkowie,
- Publiczne Przedszkole w Przysieczy[1].

## Duszpasterze

### Proboszczowie po 1945 roku
- ks. Hugo Kwiotek,
- ks. Józef Smolin,
- ks. Jan Surdziel,
- ks. Erhard Heinrich,
- ks. Andrzej Hanich,
- ks. Józef Zura,
- ks. Piotr Spallek.

### Wikariusze po 1945 roku
- ks. Jerzy Śliwka,
- ks. Stanisław Haliniarz,
- ks. Józef Smolin,
- ks. Zygmunt Kamiński,
- ks. Józef Onyśków,
- ks. Edward Kołodenny,
- ks. Krzysztof Kubów,
- ks. Stanisław Skolarus,
- ks. Zygmunt Widziak,
- ks. Witold Szmigielski,
- ks. Reinhard Waszka,
- ks. Hubert Skrzypek,
- ks. Ryszard Hanczewski,
- ks. Waldemar Książek,
- ks. Jerzy Pawlik[2].

## Grupy parafialne
- Caritas,
- Szafarze Komunii Świętej,
- Marianki,
- Rada parafialna.[2]